# Condado de Evans
El condado de Evans (en inglés: Evans County) es un condado en el estado estadounidense de Georgia. En el censo de 2000 el condado tenía una población de 10 495 habitantes. La sede de condado es Claxton.
El 11 de agosto de 1914, la Asamblea General de Georgia propuso una reforma constitucional para crear el condado de Evans a partir de porciones de los condados de Bulloch y Tattnall. Los ciudadanos de Georgia votaron a favor de la reforma el 3 de noviembre de 1914. El condado fue nombrado en honor a Clement A. Evans, un general confederado durante la Guerra de Secesión.

## Geografía

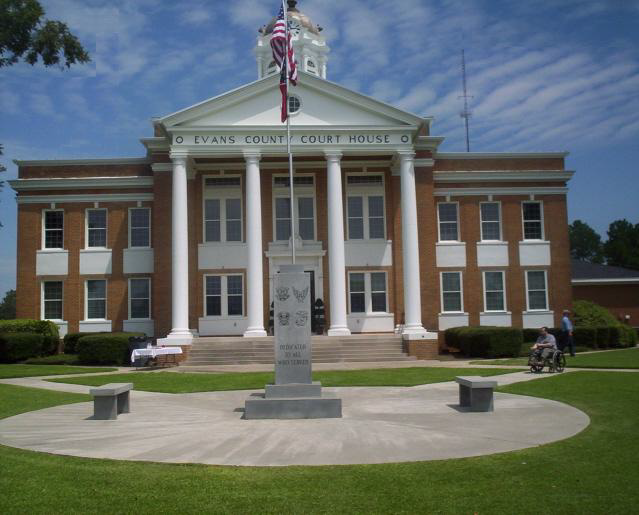
Juzgado del condado de Evans en Claxton.

Según la Oficina del Censo, el condado tiene un área total de 484 km² (187 sq mi), de la cual 479 km² (185 sq mi) es tierra y 5 km² (2 sq mi) (4,38%) es agua. El condado se encuentra en la llanura costera de Georgia, la cual consiste principalmente de roca sedimentaria.

### Condados adyacentes
- Condado de Bulloch (noreste)
- Condado de Bryan (este)
- Condado de Liberty (sureste)
- Condado de Tattnall (suroeste)
- Condado de Candler (noroeste)

## Flora y fauna
El condado alberga numerosas especies protegidas de flora y fauna. Entre la flora característica del condado están el árbol de Franklin, Sarracenia flava, Sarracenia minor, Penstemon, Stewartia, Gordonia lasianthus y Magnolia virginiana. Algunos de los animales protegidos que se pueden encontrar en el condado son: Picoides borealis, Aimophila aestivalis, Clemmys guttata y Haliaeetus leucocephalus.

## Transporte

### Aeropuerto
En el condado se encuentra el Claxton-Evans County Airport (Aeropuerto del Condado de Evans - Claxton), el cual está activo desde 1971 y se ubica a tres millas al noreste de Claxton. El aeropuerto es operado por la ciudad de Claxton.

### Autopistas importantes
- U.S. Route 25
- U.S. Route 280
- U.S. Route 301
- Ruta Estatal de Georgia 30
- Ruta Estatal de Georgia 73
- Ruta Estatal de Georgia 129
- Ruta Estatal de Georgia 169
- Ruta Estatal de Georgia 292

## Demografía
En el censo de 2000, hubo 10 495 personas, 3778 hogares y 2678 familias residiendo en el condado. La densidad poblacional era de 57 personas por milla cuadrada (22/km²). En el 2000 había 4381 unidades unifamiliares en una densidad de 24 por milla cuadrada (9/km²). La demografía del condado era de 61,69% blancos, 32,98% afroamericanos, 0,18% amerindios, 0,31% asiáticos, 0,03% isleños del Pacífico, 4,23% de otras razas y 0,58% de dos o más razas. 5,96% de la población era de origen hispano o latino de cualquier raza. 
La renta promedio para un hogar del condado era de $25 447 y el ingreso promedio para una familia era de $31 074. En 2000 los hombres tenían un ingreso medio de $26 959 versus $17 587 para las mujeres. La renta per cápita para el condado era de $12 758 y el 27,00% de la población estaba bajo el umbral de pobreza nacional.

## Ciudades y pueblos
- Bellville
- Claxton
- Daisy
- Hagan